# Poolse Leger in Frankrijk
Het Poolse Leger in Frankrijk werd vanaf oktober 1939 gevormd nadat Polen zich had overgegeven aan Duitsland. Het leger stond onder leiding van generaal Wladyslaw Sikorski en bestond uit grofweg vijfentachtigduizend troepen. Tijdens de Slag om Frankrijk werd een groot deel van het leger vernietigd. Zeker twintigduizend manschappen wisten het Verenigd Koninkrijk te bereiken en vormden daar de kern van de Vrije Polen.

## Achtergrond

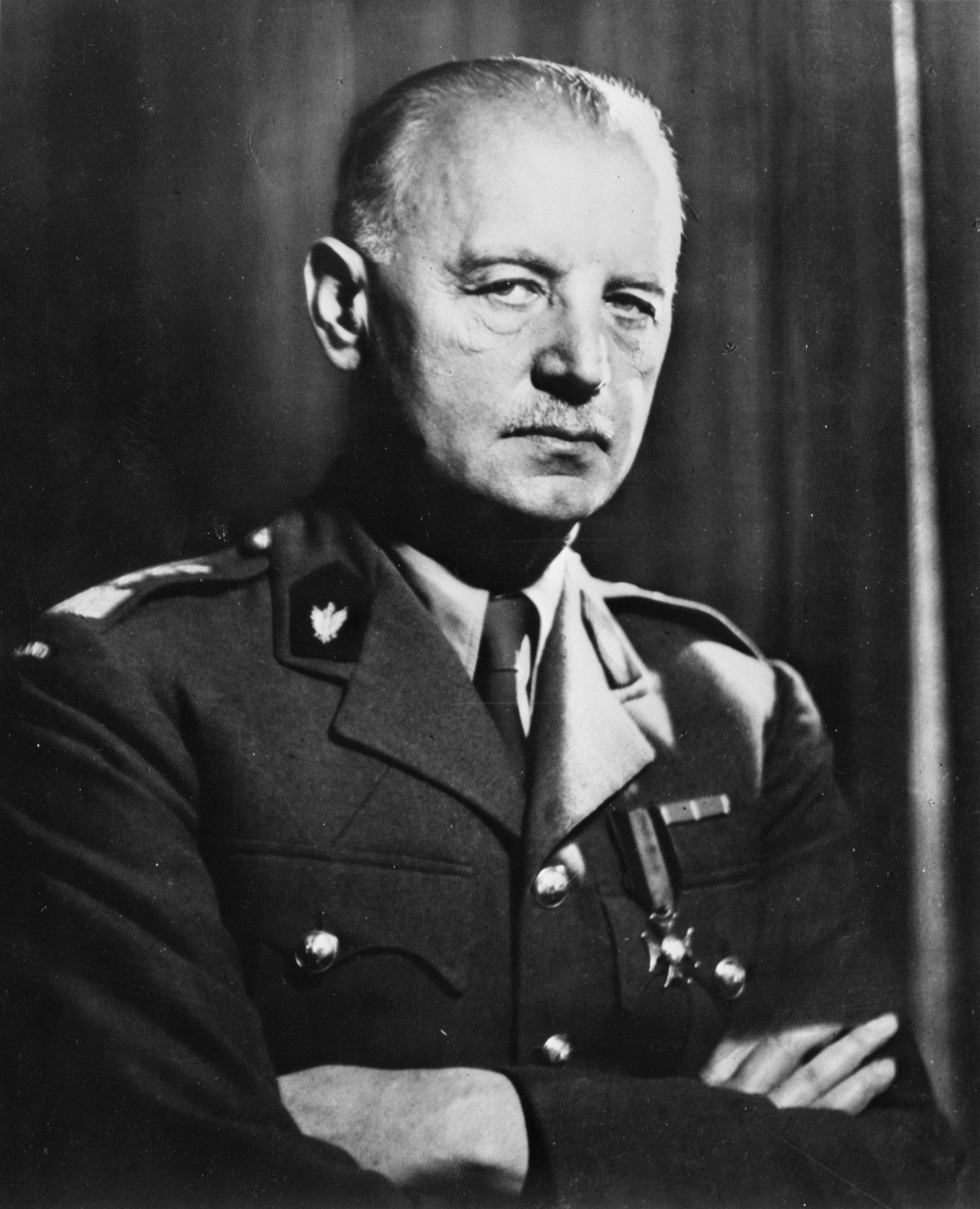
generaal Wladyslaw Sikorski

Met de vorming van het Poolse leger werd begonnen na de Poolse overgave op 6 oktober 1939. Frankrijk bood onderdak aan de Poolse regering in ballingschap en in haar kielzog een groot aantal vluchtelingen. Uit die groep konden ongeveer vijfenveertigduizend mannen worden geworven. De rest van het vijfentachtigduizend man tellende Poolse leger werd gevormd door vrijwilligers die afkomstig waren uit de grote Poolse minderheid die al voor de oorlog in Frankrijk woonde.
De belangrijkste verzamelplaatsen waren Coëtquidan en Parthenay. In mei 1940 waren slechts twee van de vier infanteriedivisies gevechtsklaar. De vertraging werd met name veroorzaakt door de Franse bureaucratie waardoor de opleiding traag verliep en er te kort was aan een goede uitrusting. Los van de divisies beschikte het Poolse leger over twee onafhankelijke brigades en een squadron gevechtsvliegtuigen.

## Organisatie

### Landmacht
Het Poolse leger bestond uit de volgende eenheden:
- 1e Grenadiersdivisie
- 2e Fuseliersdivisie
- 3e infanteriedivisie
- 4e infanteriedivisie
- Poolse gemotoriseerde brigade
- 10e bewapende cavaleriebrigade
- Onafhankelijke Poolse Hooglandersbrigade

In Frans-Syrië werd de Onafhankelijke Poolse Karpatenbrigade gevormd. Deze bestond uit vierduizend Polen waarvan de meesten via Roemenië waren ontkomen. De brigade werd later ingezet tijdens de Noord-Afrikaanse Veldtocht

### Luchtmacht
De Poolse luchtmacht bestond uit een squadron gevechtsvliegtuigen. Er waren meer squadrons in oprichting, maar de piloten werden uiteindelijk toegewezen aan Franse eenheden.

### Marine
De Poolse marineschepen die tijdens Operatie Peking er in geslaagd waren weg te komen werden toegevoegd aan de Britse Royal Navy en maakte zodoende geen deel uit van het Poolse Leger in Frankrijk.

## Slag om Frankrijk

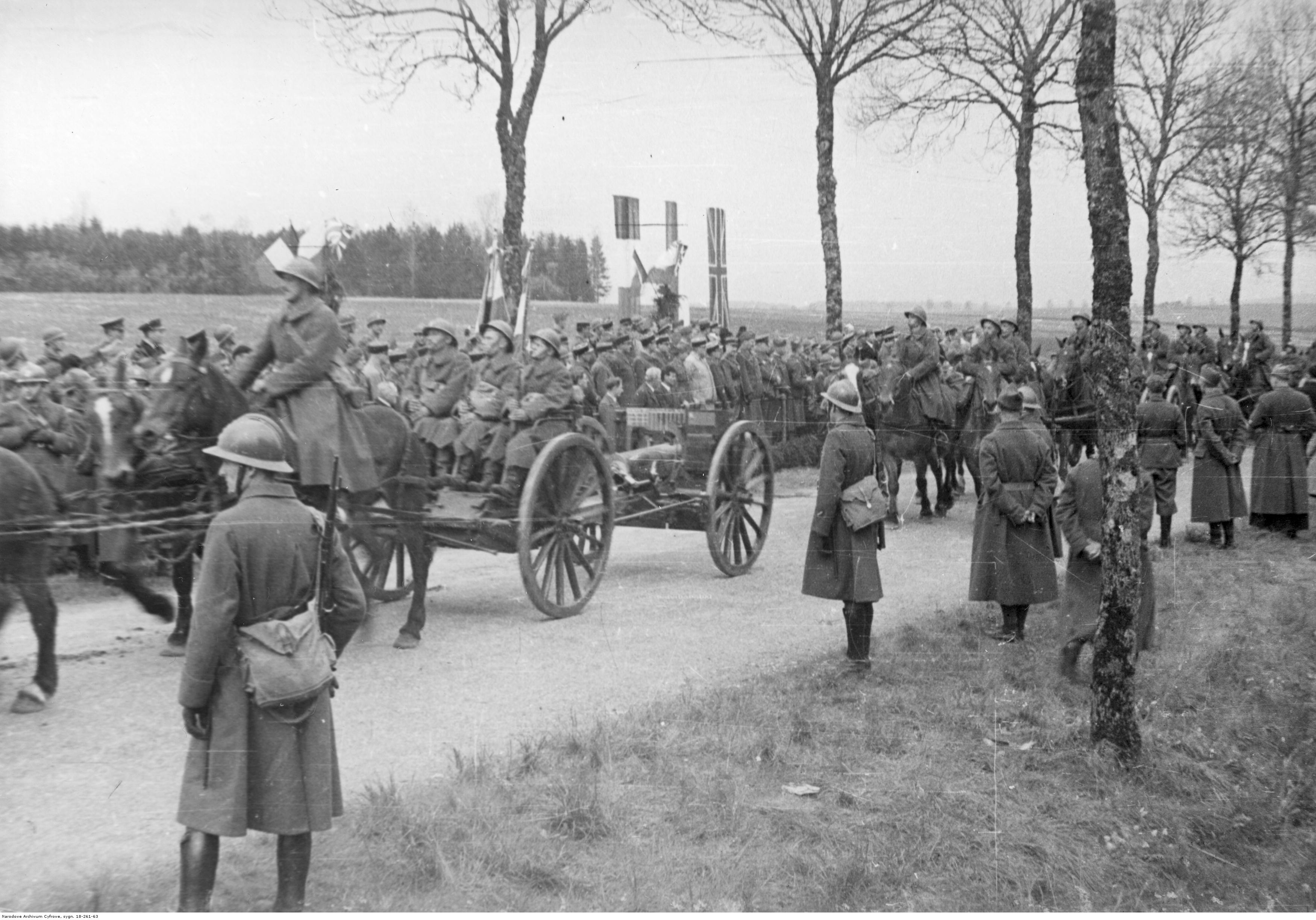
Parade van de 1e Grenadiersdivisie begin mei 1940.

De meeste Poolse eenheden waren nog in opbouw op het moment van de Duitse aanval op Frankrijk. De Duitsers braken al snel door de Franse linies heen en grote delen van het land waren binnen de kortste keer in Duitse handen. Op 16 juni sloten de vechtende partijen een wapenstilstand. De Franse leider maarschalk Philippe Pétain riep op tot een demobilisatie. Desondanks vochten de Polen door.
De Eerste Grenadiersdivisie onder leiding van Boleslaw Bronislaw Duch had Lotharingen als basis en bemande een deel van de Maginotlinie. Zij maakte vanaf 9 juni deel uit van het 4e Franse Leger. De Grenadiersdivisie kwam op 14 juni in actie en vocht twee dagen lang tegen de Duitsers in de buurt van Lagarde. Vervolgens dekte zij de aftocht van de 52e Franse divisie. Op 21 juni, toen het hele front dreigde in te storten, ontbond generaal Duch de eenheid. De meeste soldaten, inclusief de generaal, slaagden er in het Verenigd Koninkrijk te bereiken.
De 2e Fuseliersdivisie onder leiding van generaal Prugar Kettling kwam in actie in de omgeving Clos du Doubs. Door de terugtrekking van nabij gelegen Franse troepen raakte de divisie omsingeld. De Polen wisten uit te breken en veilig Zwitserland te bereiken. De divisie werd daar geïnterneerd. De 3e en 4e divisie verkeerden nog volop in de opbouwfase en kwamen niet in actie.
De Onafhankelijke Poolse Hooglandersbrigade, bestaande uit vijfduizend manschappen onder leiding van generaal Zygmunt Bohusz-Szyszko vocht mee in de Slag om Narvik in Noorwegen. Die slag duurde van 28 mei tot 4 juni. Bij terugkeer in Frankrijk wisten de meeste soldaten naar Engeland te ontkomen, terwijl anderen zich voegden bij het Franse verzet.

## Nasleep
Zo'n vijfenvijftigduizend van de vijfentachtigduizend Poolse soldaten maakten deel uit van eenheden die in actie kwamen tegen de Duitsers. Tijdens de gevechten kwamen veertienhonderd Polen om het leven en raakten er ongeveer vierduizend gewond. Zestienduizend werden krijgsgevangen gemaakt terwijl nog eens dertienduizend geïnterneerd werden in Zwitserland. Twintig- tot dertigduizend mannen wisten Groot-Brittannië te bereiken waar zij de Vrije Polen vormden. Veel Polen die al banden hadden met Frankrijk kozen er voor om achter te blijven. Sommigen van hen voegden zich bij het Franse verzet.